# DMXL2
DMXL2‏ (Dmx like 2) هوَ بروتين يُشَفر بواسطة جين DMXL2 في الإنسان.